# Hitzewelle in Sibirien 2020

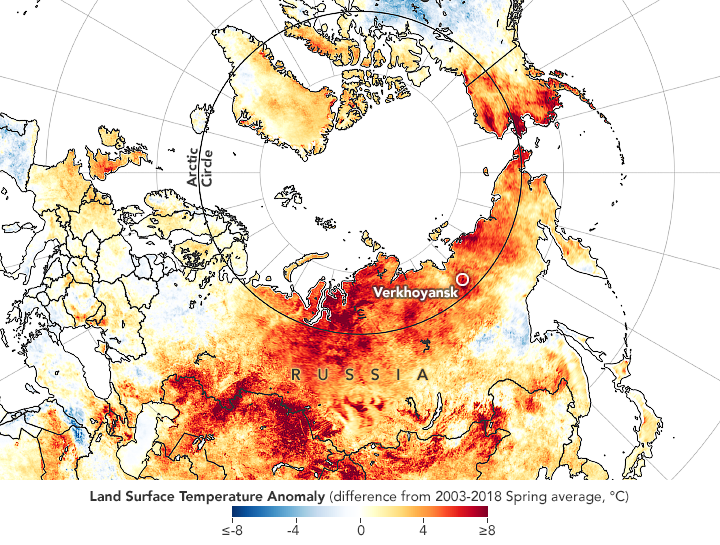
Wärmeanomalie der Oberflächentemperaturen 19. März – 20. Juni 2020 im Vergleich zum Frühling 2003–2018

Die Hitzewelle in Sibirien 2020 war eine mehrere Monate andauernde Phase ungewöhnlich heißer Tage in Sibirien im Sommerhalbjahr 2020.
Am Kältepol der (bewohnten) Erde (Werchojansk) wurden dabei Temperaturen von bis zu 38 Grad Celsius gemessen. Dieser Wert wurde am 20. Juni 2020 erreicht und von der WMO 2021 anerkannt. Für die Rekordtemperatur ursächlich waren warme Luftmassen aus der südlichen kontinental-gemäßigten Klimazone in der Region und ein großes Hochdruckgebiet.
Schon der Winter 2019/20 und das Frühjahr 2020 waren außergewöhnlich mild / warm.
Nach Anders Levermann vom Potsdam-Institut für Klimafolgenforschung waren die Temperaturen in Sibirien von Januar bis Mai 2020 etwa 7 Grad Celsius höher als sonst. Dies sei ein ganz neues bislang unerklärtes Phänomen; der Jetstream könne es nicht erklären (Zitat: er „dauert nur ein bis zwei Wochen, nicht fünf Monate“).
Die Hitzewelle wird mit der globalen Erwärmung in der Arktis in Verbindung gebracht (siehe dazu auch Folgen der globalen Erwärmung in der Arktis). Eine Gruppe europäischer Wissenschaftler der World Weather Attribution veröffentlichte am 15. Juli 2020 die Ergebnisse einer Untersuchung verschiedener Klimamodelle zum derzeitigen Klimageschehen in Sibirien.
Sie führen die Hitzewelle auf menschliche Einflüsse zurück. Die Erwärmung Sibiriens sei ein so extremes Klima-Ereignis, dass es selbst unter Berücksichtigung des Klimawandels nur alle 130 Jahre auftreten würde; ohne Klimawandel käme es nur etwa alle 80.000 Jahre zu einer entsprechenden Extremwetterlage. Der Mensch erhöhe durch die Treibhausgas-Emissionen die Wahrscheinlichkeit für solche Hitzewellen um das 600-fache.
Als Folge der extremen Hitze ist ein Tauen des Permafrostbodens zu beobachten. Die Dieselölkatastrophe bei Norilsk ist damit als Folge der Hitzewelle einzuschätzen.
2020 gab es in Sibirien – wie auch 2019 und 2021 – außergewöhnlich viele und große Waldbrände.